# Ladbroke Grove
Ladbroke Grove è una stazione della metropolitana di Londra situata sulle linee Circle e Hammersmith & City.

## Storia
Originariamente aperta come parte dell'estensione della Metropolitan Railway (MR) fino a Hammersmith il 13 giugno 1864 sulla Hammersmith & City Railway (oggi la Hammersmith & City Line) la stazione era chiamata Notting Hill. Fu rinominata Notting Hill & Ladbroke Grove nel 1880 e Ladbroke Grove (North Kensington) il 1º giugno 1919, prima di assumere il nome attuale nel 1938. I cambiamenti di nome furono dovuti allo sforzo di evitare la confusione con la stazione di Notting Hill Gate, aperta nel 1868.
Nel 2009, a causa di problemi finanziari, la Transport for London decise di sospendere i lavori su un progetto per consentire l'accessibilità alla stazione di Ladbroke Grove e ad altre cinque stazioni, citando come giustificazione il fatto che si tratta di stazioni non particolarmente trafficate e situate a una o due fermate di distanza da stazioni prive di barriere architettoniche.  Ladbroke Grove si trova a due fermate di distanza da Wood Lane, che ha ingressi accessibili a persone disabili. Il progetto di adeguamento di Ladbroke Grove avrebbe dovuto includere due nuovi ascensori fino al livello delle piattaforme e un nuovo ingresso privo di gradini. Prima che il progetto fosse abbandonato, la TfL aveva speso circa 3 milioni di sterline.
La stazione è la più vicina a Portobello Road e al suo celebre mercatino, e i negozianti della zona hanno organizzato una campagna per cambiare il nome della stazione in Portobello Road per rafforzarne il legame con il mercato.

## Strutture e impianti
Si trova nella Travelcard Zone 2.

## Interscambi
Nelle vicinanze della stazione effettuano fermata alcune linee urbane automobilistiche, gestite da London Buses.
- Fermata autobus

Nell'ambito della realizzazione del progetto Crossrail, il Borough di Kensington e Chelsea sta facendo pressioni per l'inserimento di una stazione nella zona di Ladbroke Grove, che potrebbe essere denominata Portobello Road. Il progetto era sostenuto anche dal precedente sindaco di Londra, Boris Johnson. Tale stazione, da realizzare nell'area di Kensal Rise, consentirebbe un interscambio a livello di superficie con Ladbroke Grove.

## Nella cultura di massa
La stazione appare nella prima versione del videoclip della canzone LDN dell'artista pop Lily Allen.

## Galleria d'immagini

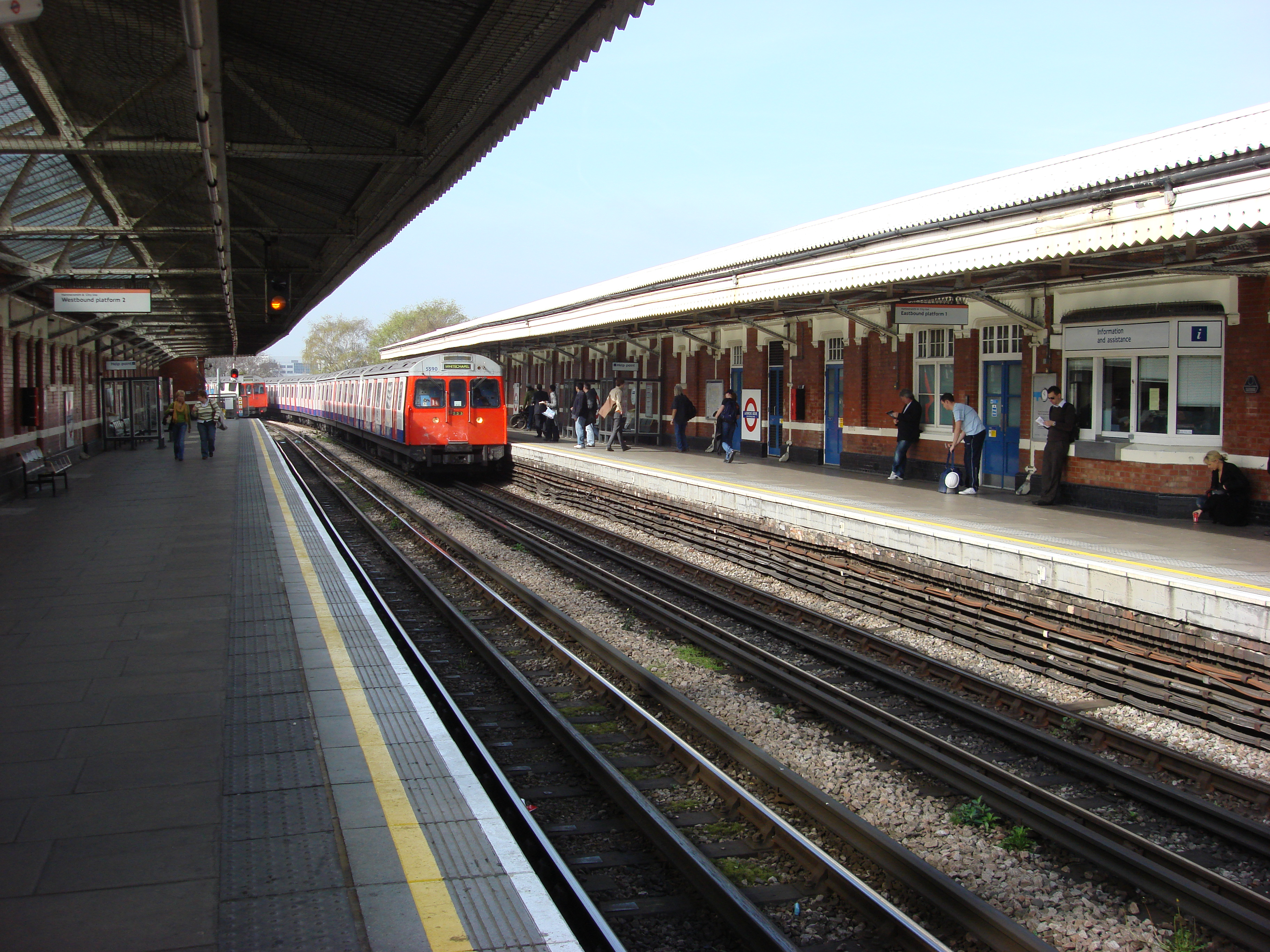
Vista della piattaforma in direzione ovest.
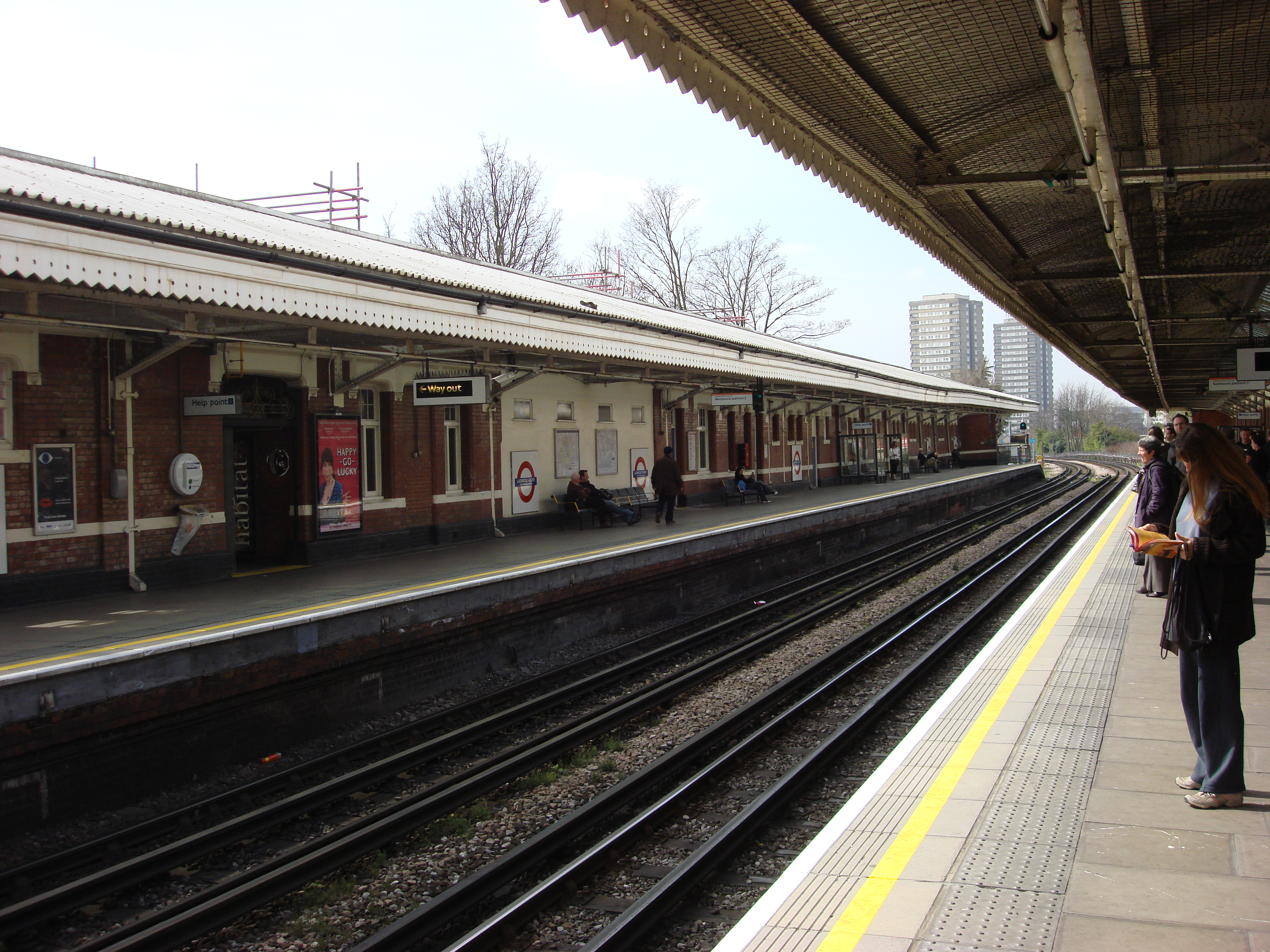
Vista della piattaforma in direzione est.
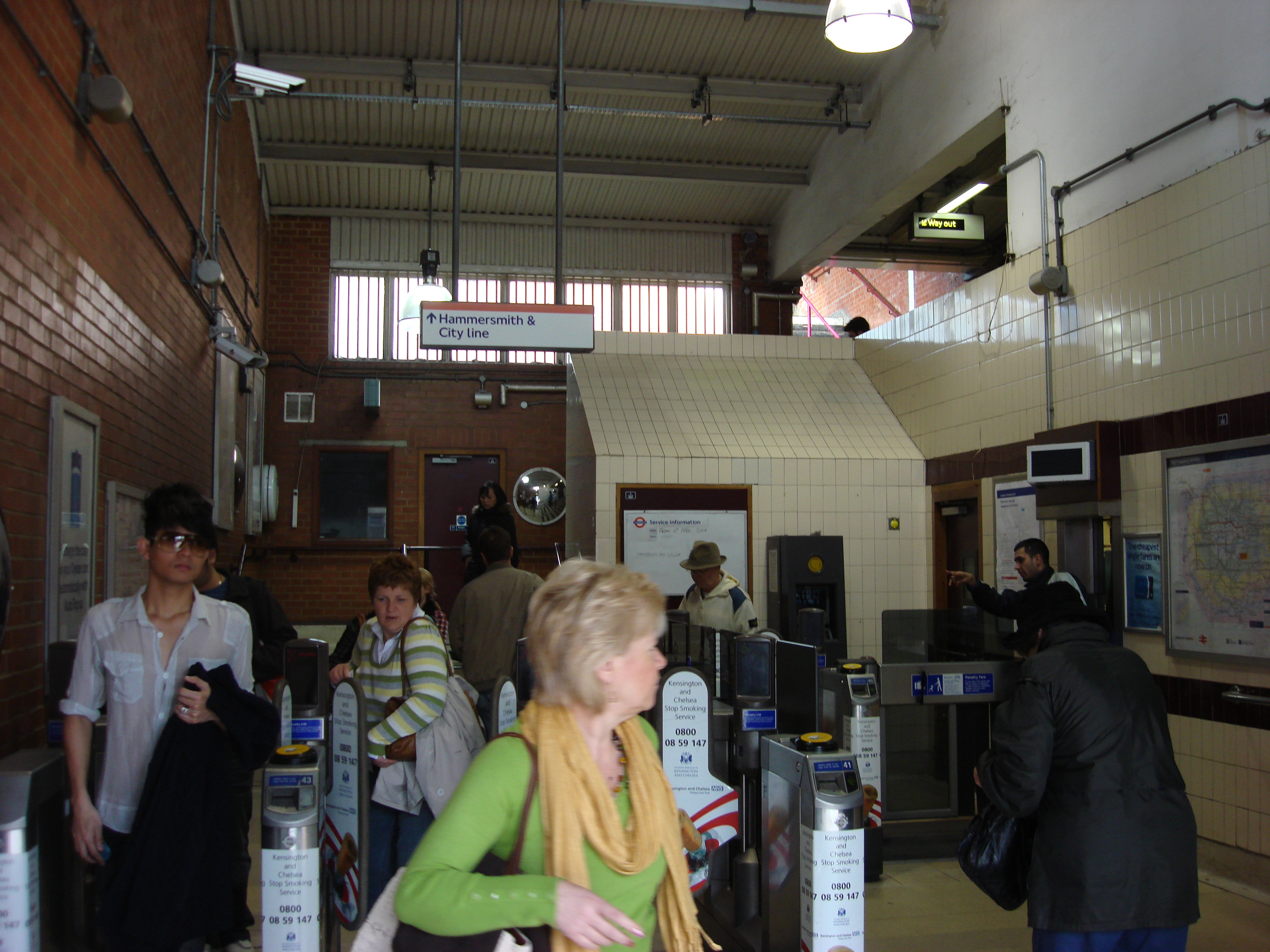
Biglietteria.
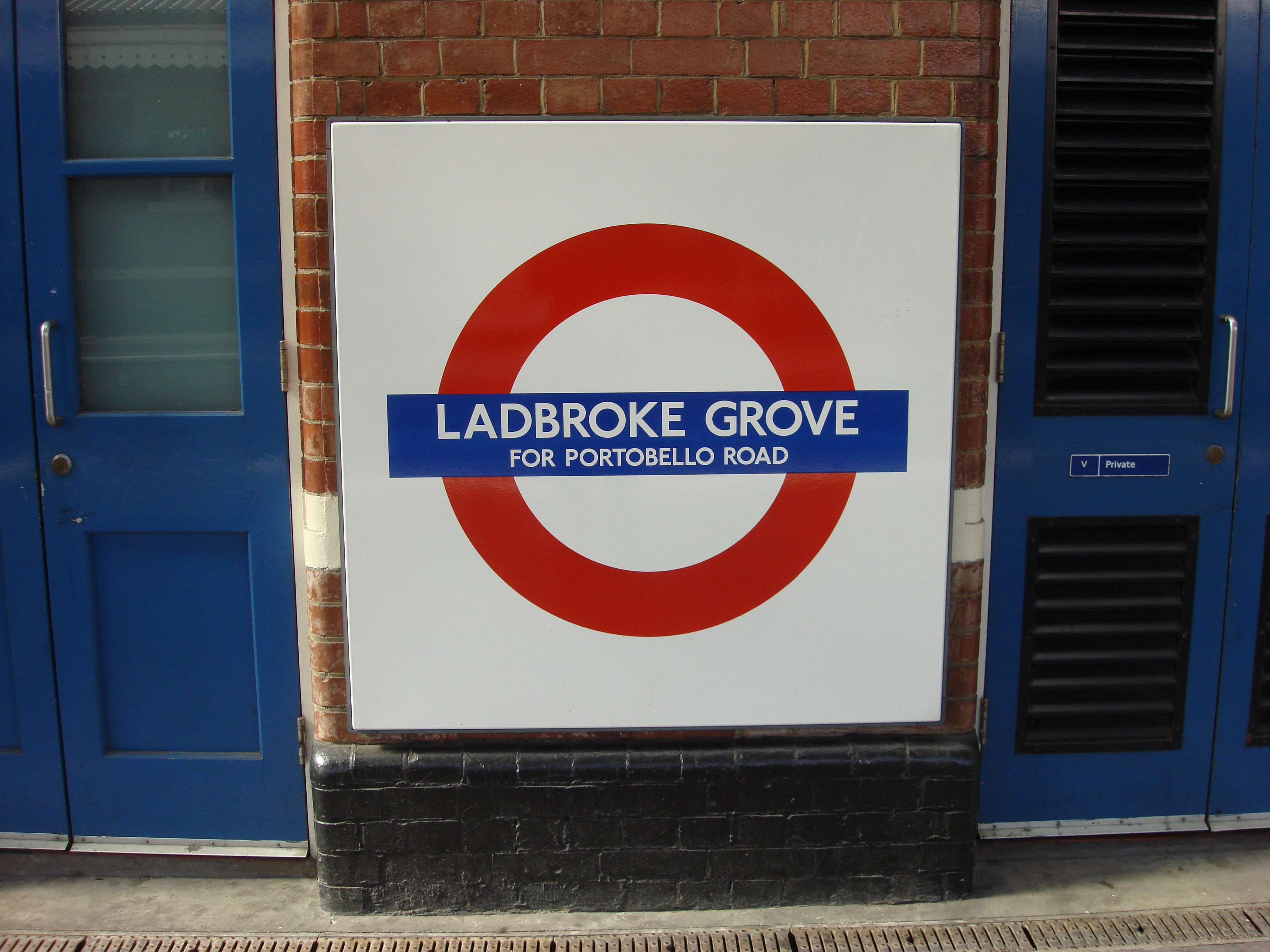
Roundel sulla piattaforma di Ladbroke Grove.